# 남위 3도
남위 3도는 적도에서 남쪽으로 3도 떨어진 위선이다. 남태평양, 남아메리카, 대서양, 아프리카, 인도양, 오스트랄라시아를 통과한다.

## 지나가는 지역
남위 3도는 본초 자오선으로부터 동쪽으로 다음과 같은 지역을 통과한다.
| 좌표                                                  | 국가, 지역, 해역 | 비고 |
| ----------------------------------------------------- | ---------------- | --- |
| 남위 3° 0′ 동경 0° 0′  / 남위 3.000° 동경 0.000°      | 대서양           | |
| 남위 3° 0′ 동경 10° 18′  / 남위 3.000° 동경 10.300°   | 가봉             | |
| 남위 3° 0′ 동경 11° 48′  / 남위 3.000° 동경 11.800°   | 콩고 공화국      | |
| 남위 3° 0′ 동경 16° 11′  / 남위 3.000° 동경 16.183°   | 콩고 민주 공화국 | |
| 남위 3° 0′ 동경 29° 9′  / 남위 3.000° 동경 29.150°    | 부룬디           | |
| 남위 3° 0′ 동경 30° 50′  / 남위 3.000° 동경 30.833°   | 탄자니아         | |
| 남위 3° 0′ 동경 37° 35′  / 남위 3.000° 동경 37.583°   | 케냐             | |
| 남위 3° 0′ 동경 40° 13′  / 남위 3.000° 동경 40.217°   | 인도양           | |
| 남위 3° 0′ 동경 100° 11′  / 남위 3.000° 동경 100.183° | 인도네시아       | 남파가이섬 |
| 남위 3° 0′ 동경 100° 26′  / 남위 3.000° 동경 100.433° | 믄타와이해협     | |
| 남위 3° 0′ 동경 101° 27′  / 남위 3.000° 동경 101.450° | 인도네시아       | 수마트라섬 - 팔렘방 통과 |
| 남위 3° 0′ 동경 106° 3′  / 남위 3.000° 동경 106.050°  | 방카해협         | |
| 남위 3° 0′ 동경 106° 26′  / 남위 3.000° 동경 106.433° | 인도네시아       | 방카섬, 르파르섬 |
| 남위 3° 0′ 동경 106° 53′  / 남위 3.000° 동경 106.883° | 자바해           | |
| 남위 3° 0′ 동경 107° 33′  / 남위 3.000° 동경 107.550° | 인도네시아       | 벨리퉁섬 |
| 남위 3° 0′ 동경 108° 12′  / 남위 3.000° 동경 108.200° | 자바해           | |
| 남위 3° 0′ 동경 110° 37′  / 남위 3.000° 동경 110.617° | 인도네시아       | 보르네오섬 서칼리만탄주 중앙칼리만탄주 |
| 남위 3° 0′ 동경 111° 9′  / 남위 3.000° 동경 111.150°  | 자바해           | |
| 남위 3° 0′ 동경 111° 48′  / 남위 3.000° 동경 111.800° | 인도네시아       | 보르네오섬 중앙칼리만탄주 남칼리만탄주 |
| 남위 3° 0′ 동경 116° 17′  / 남위 3.000° 동경 116.283° | 마카사르해협     | |
| 남위 3° 0′ 동경 118° 50′  / 남위 3.000° 동경 118.833° | 인도네시아       | 술라웨시섬 남반도 |
| 남위 3° 0′ 동경 120° 12′  / 남위 3.000° 동경 120.200° | 보니만           | |
| 남위 3° 0′ 동경 121° 5′  / 남위 3.000° 동경 121.083°  | 인도네시아       | 술라웨시섬 동남반도 |
| 남위 3° 0′ 동경 122° 15′  / 남위 3.000° 동경 122.250° | 반다해           | 인도네시아 부루섬 바로 북쪽 통과 |
| 남위 3° 0′ 동경 127° 51′  / 남위 3.000° 동경 127.850° | 인도네시아       | 보아노섬, 스람섬 |
| 남위 3° 0′ 동경 130° 23′  / 남위 3.000° 동경 130.383° | 스람해           | |
| 남위 3° 0′ 동경 132° 24′  / 남위 3.000° 동경 132.400° | 인도네시아       | 뉴기니섬 |
| 남위 3° 0′ 동경 134° 51′  / 남위 3.000° 동경 134.850° | 슨데라와시만     | |
| 남위 3° 0′ 동경 135° 51′  / 남위 3.000° 동경 135.850° | 인도네시아       | 뉴기니섬 |
| 남위 3° 0′ 동경 141° 0′  / 남위 3.000° 동경 141.000°  | 파푸아뉴기니     | 뉴기니섬 |
| 남위 3° 0′ 동경 142° 2′  / 남위 3.000° 동경 142.033°  | 태평양           | 비스마르크해, 파푸아뉴기니 퍼디제도 바로 남쪽 통과 파푸아뉴기니 댜울섬 바로 남쪽 통과                                                        |
| 남위 3° 0′ 동경 151° 18′  / 남위 3.000° 동경 151.300° | 파푸아뉴기니     | 뉴아일랜드섬 |
| 남위 3° 0′ 동경 151° 34′  / 남위 3.000° 동경 151.567° | 태평양           | |
| 남위 3° 0′ 동경 152° 2′  / 남위 3.000° 동경 152.033°  | 파푸아뉴기니     | 타바르군도 |
| 남위 3° 0′ 동경 152° 3′  / 남위 3.000° 동경 152.050°  | 태평양           | 파푸아뉴기니 리히르군도 사이 통과 파푸아뉴기니 누구리아제도 바로 북쪽 통과 키리바시 캔턴섬 바로 남쪽 통과 키리바시 엔더베리섬 바로 북쪽 통과 |
| 남위 3° 0′ 서경 80° 22′  / 남위 3.000° 서경 80.367°   | 에콰도르         | 푸나섬 |
| 남위 3° 0′ 서경 80° 7′  / 남위 3.000° 서경 80.117°    | 태평양           | 함벨리해협 |
| 남위 3° 0′ 서경 79° 50′  / 남위 3.000° 서경 79.833°   | 에콰도르         | |
| 남위 3° 0′ 서경 77° 49′  / 남위 3.000° 서경 77.817°   | 페루             | |
| 남위 3° 0′ 서경 70° 11′  / 남위 3.000° 서경 70.183°   | 콜롬비아         | |
| 남위 3° 0′ 서경 69° 42′  / 남위 3.000° 서경 69.700°   | 브라질           | 아마조나스주 - 마나우스 통과 파라주 마라냥주 피아우이주 세아라주                                                                             |
| 남위 3° 0′ 서경 39° 42′  / 남위 3.000° 서경 39.700°   | 대서양           | |

## 같이 보기
- 남위 2도
- 남위 4도